# 唐冬生
唐冬生（1962年12月—），男，汉族，湖南衡阳人，中华人民共和国政治人物。现任佛山市政协副主席，民革广东省委会副主委。第十四届全国政协委员。